# Saunders Alexius Abbott

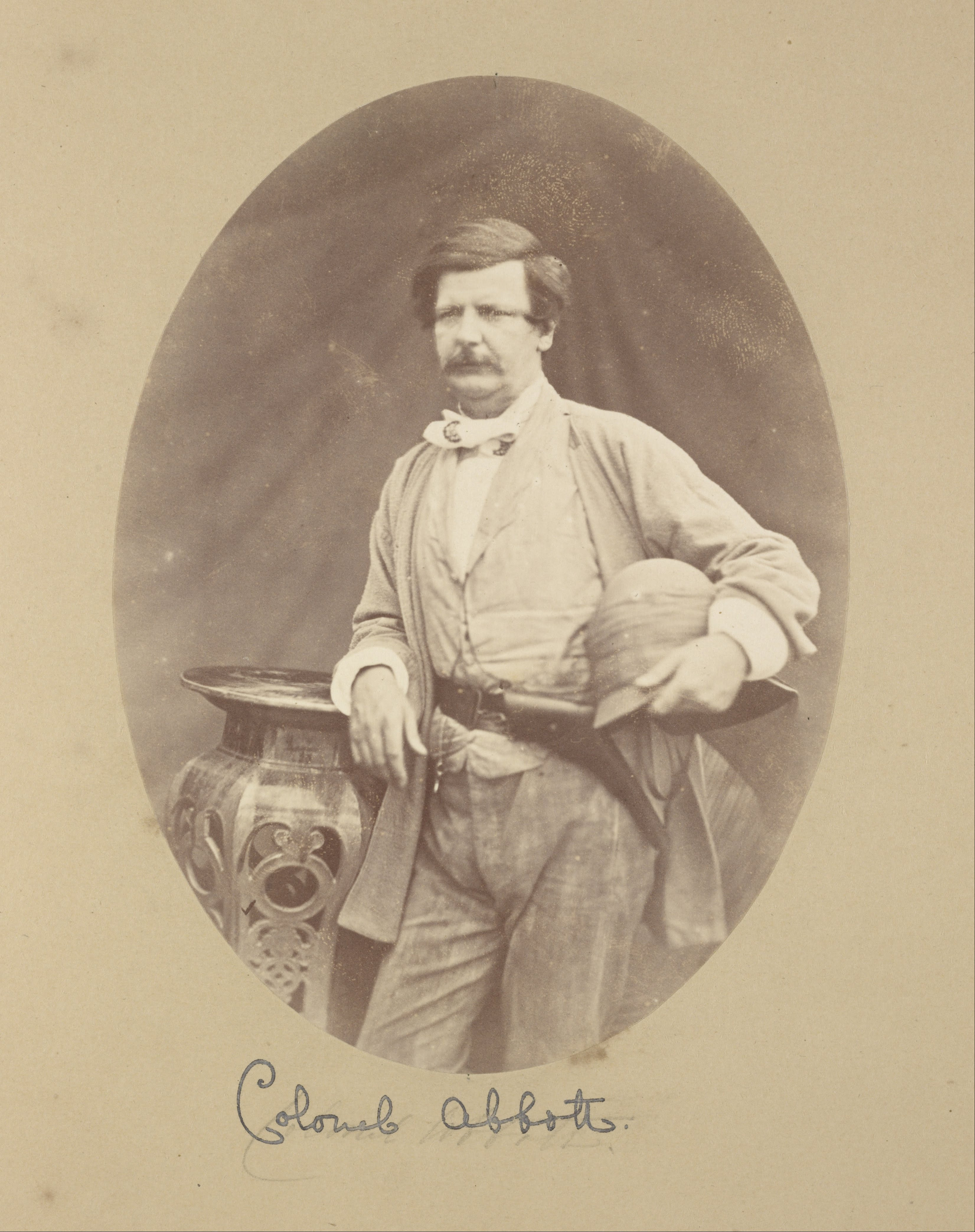
Saunders Alexius Abbott, Fotografie von Felice Beato, 1858–59

Saunders Alexius Abbott (* 9. Juli 1811; † 7. Februar 1894 in Brighton) war ein britischer Offizier der bengalischen Armee und Verwaltungsbeamter in Britisch-Indien.

## Leben
Saunders Alexius Abbott war der vierte Sohn von Henry Alexius Abbott, einem aus Blackheath, Kent gebürtigen, mittlerweile pensionierten Kaufmann in Kalkutta, und dessen Gattin Margaret, Tochter des schottischen Juristen William Welsh. Zu seinen Brüdern gehörten der Generalmajor Augustus Abbott (1804–1867), der Generalmajor Frederick Abbott (1805–1892), der General James Abbott (1807–1896) und der Diplomat Keith Edward Abbott (1814–1873).
Zunächst wurde Saunders Alexius Abbott durch Privatlehrer und ab 1826 zwei Jahre am Militärseminar von Addiscombe (heute Stadtteil von London) unterrichtet. 1828 trat er in die bengalische Infanterie der  Britischen Ostindien-Kompanie ein. 1836 wurde er Assistent bei der von Henry Montgomery Lawrence geleiteten großen indischen Landesvermessung, bei der u. a. die Grenzen von Dörfern und Feldern in bestimmten großen Gebieten festgelegt und diese nach ihrer jeweiligen Bodenqualität klassifiziert wurden. Von 1838 bis 1842 war Abbott selbst maßgeblich für die Vermessung zuständig. Dann kämpfte er von 1845 bis 1846 im Ersten Sikh-Krieg, den die britische Ostindien-Kompanie gegen das Reich der Sikh ausfocht. Vor der mit einem britischen Sieg endenden Schlacht von Mudki (18. Dezember 1845), an der er teilnahm, leistete Abbott einen wichtigen Beitrag zur Versorgung von Sir Henry Hardinges Armee und führte ihm in Eilmärschen Verstärkungstruppen aus Kasauli und Sabathu zu. Einen Monat später war er auch als Aide-de-camp von Sir Hardinge bei der Schlacht von Ferozeshah (21.–22. Dezember 1845) anwesend und wurde während dieser kriegerischen Auseinandersetzung schwer verwundet. 1846 erfolgte seine Beförderung zum Brevet-Major.
Danach war Abbott in der Zivilverwaltung im Punjab und in Oudh tätig. 1847 wurde er zum stellvertretenden Kommissar von Umbala ernannt. In der gleichen Stellung diente er ab 1849 in Hoshiarpur. Als es während seiner Amtszeit zu einem Aufruhr kam, konnte er in dem von ihm verwalteten Distrikt für die Aufrechterhaltung der Ruhe sorgen. Von 1858 bis 1863 fungierte er als Kommissar des Gebietes von Lucknow. Den Rang eines Oberst erhielt er 1861 und seine Erhebung zum Generalmajor erfolgte 1865. Nach seiner Pensionierung im September 1864 war er in Lahore mehrere Jahre lang Manager der indischen Eisenbahngesellschaft. Die Funktion eines Eisenbahndirektors hatte er auch nach seiner 1872 erfolgten Heimkehr nach England inne. Eine Ehe hatte er mit Harriot Margaret geschlossen. Im Alter von 82 Jahren starb er am 7. Februar 1894 in Brighton.